# Processs
Processs – polski zespół rockowy.

## Historia
Powstał w 1984 roku w Gliwicach, pierwszy skład pochodził z pobliskich Pyskowic. 
W latach 1985–1987 występowali na festiwalu w Jarocinie. Trafili też do filmu kręconego przez BBC na temat polskiego rocka: Moja krew, twoja krew. Zespół występował pierwotnie, podczas pierwszego koncertu w Jarocinie, w składzie: Andrzej Mierzwa – śpiew, „Bogi” – gitara, „Siwy” – gitara basowa, „Nawiedzony” – instrumenty perkusyjne, śpiew, „Kigen” – perkusja. 
Na przełomie 1986 i 1987 roku od zespołu odeszli „Nawiedzony” i czasowo „Kigen”. Do zespołu dołączył perkusista Tomek Płonka „Ołówek”, który po powrocie Kigena grał na instrumentach perkusyjnych. Po śmierci Siwego ze względu na zaplanowaną już sesje w studiu CCS Chełstowskiego, gitarę basową przejął Marek Ligus, który grał do koncertu na festiwalu Róbrege w 1987 roku, na którym zagrał już również jako basista Wojtek Jaczyczko. Wkrótce potem Kigen ponownie odszedł z zespołu i jego miejsce zajął perkusista Darek Adler z zespołu R.A.P. Jednocześnie do zespołu dołączył drugi wokalista – Jarosław Wołowski „Generał”. 
Po wyjeździe Adlera na stałe za granicę, na perkusji do rozwiązania zespołu grał „Ołówek”, na basie Wojtek Jaczyczko „Czyczko”. W tym czasie zespół zagrał kilka koncertów. Po odejściu „Bogiego” (który wyemigrował do Niemiec) na krótko do zespołu dołączyli Witek Kozaczkiewicz „Metal” oraz „Młody”, z którymi zespół zagrał swój ostatni w historii koncert w czerwcu 1989 roku. Zespół nie mógł rozwijać swojej działalności przez wyjazd „Bogiego” oraz odbycie służby wojskowej przez Andrzeja Mierzwę.
Próby stworzenia nowego post-punkowego repertuaru podjęła sekcja rytmiczna („Czyczko”, „Ołówek”, „Generał”) i wokalista Mariusz Bukowski „Polityk”. Przesłuchania kolejnych gitarzystów nie dawały rezultatu. Przejściowo na próbach pojawiał się Irek Zawadka z RAP-u. Do końca działalności zespołu menadżerem był Paweł Tyrakowski, a podczas jego służby wojskowej zastępował go Tomasz Tyrakowski. 
Ostatnia sesja nagraniowa w Warszawie w 1988 roku (w trakcie której nagrano m.in. utwór „Matko Ojczyzno”) odbyła się w studiach nagraniowych Polskiego Radia. Utwór nie był prezentowany. Zespół zakończył działalność jesienią 1990 roku.
Zespół reaktywowano w 2015 roku.

## Dyskografia

### Bootlegi
- Live – MC (1986)
- Demo '87 – MC (1987)

### Kompilacje
- Jak punk to punk – LP (Tonpress 1986) – utwór: „Stroszek” („Wariat”)
- Radio nieprzemakalnych – LP (Wifon 1988) – utwór: „Kolejny krok cywilizacji”